# Tempel der Isis
Die polnische Freimaurerloge  „Tempel der Isis“  (auch: Świątynia Izis (na wschodzie Warszawy)) wurde 1780 von der Loge Katharina unter dem Nordstern in Warschau, Polen-Litauen gegründet. Die Loge war polnischsprachig. Sie wurde nach den Polnischen Teilungen 1809 im Herzogtum Warschau neugegründet und übernahm die Brüder der Loge Zum Tempel der Weisheit. 1816 gründete sie die Loge Kasimir der Große. 1821 wurde sie im russischen Kongresspolen aufgelöst. 